# Guijo de Granadilla
Guijo de Granadilla (extremadurai nyelven Guiju de Granaílla) település Spanyolországban, Cáceres tartományban. Guijo de Granadilla Ahigal, Cerezo, Mohedas de Granadilla, Zarza de Granadilla, Villar de Plasencia és Oliva de Plasencia községekkel határos. Lakosainak száma 487 fő (2024).

## Népesség
A település népessége az elmúlt években az alábbi módon változott:
| Lakosok száma | 714  | 683  | 643  | 625  | 611  | 594  | 557  | 530  | 514  | 487  |
|               | 2001 | 2004 | 2006 | 2009 | 2011 | 2014 | 2016 | 2019 | 2021 | 2024 |